# Scapteriscus didactylus
Scapteriscus didactylus är en insektsart som först beskrevs av Pierre André Latreille 1804.  Scapteriscus didactylus ingår i släktet Scapteriscus och familjen mullvadssyrsor. Inga underarter finns listade i Catalogue of Life.